# 사후체온하강
사후체온하강(死後體溫下降)은 사후 체온이 내려가는 것을 말한다. 사망을 하여 몸 속에서 ATP의 활동을 멈춰 보통 바깥 기온과 같아질 때까지 체온이 내려간다. 15~25분 후에는 시반이 형성된다.